# حي الخالدية (الرياض)
يعتبر حي الخالدية  من الأحياء القديمة الموجودة في وسط الرياض، ويعد من الأحياء التابعة لبلدية القصب، ويمتاز الحي بتوفر جميع الخدمات كالمدارس والجوامع والمراكز الطبية وأماكن التسوق والترفيه، أيضاً يتميز الحي بالهدوء وسهولة الدخول إليه والخروج منه، وقربه من بعض الأماكن المهمة مثل: جمرك الرياض – الميناء الجاف، ومصنع أسمنت اليمامة والشركة السعودية للنقل الجماعي سابتكو.

## الموقع
يقع حي الخالدية تحديداً في وسط مدينة الرياض على مخرج 18، وتقدر مساحة الحي بقرابة 3.82 كيلومتر مربع، ويحده من جهة الشرق طريق علي بن ابي طالب وحي الفيصلية، ويحده من جهة الجنوب طريق الدائري الجنوبي وحي المنصورة، ويحده من جهة الغرب طريق الخرج وحي غبيرة، ويحده من جهة الشمال شارع العنوز وحيمس الصناعية القديمة.

## خدمات الحي

### منتزهات
- منتزه الخالدية[3]

### جوامع
- مسجد الصغّير[4]
- جامع عمر بن الخطاب رضي الله عنه[5]
- جامع طيبة

### مراكز طبية
- مركز الخالدية الطبي[6]

### مراكز تسوق
- ألوان مول[7]

## روابط خارجية
- الدراسات السكانية لمدينة الرياض نسخة محفوظة 25 مارس 2019 على موقع واي باك مشين.